# Players Championship de 2015
O Players Championship de 2015 foi a quadragésima segunda edição do Players Championship, realizado entre os dias 7 e 10 de maio no PC Sawgrass de Ponte Vedra Beach, na Flórida, Estados Unidos. Foi a trigésima quarta edição realizada no campo do Estádio.
Rickie Fowler vence o torneio ao derrotar Kevin Kisner e Sergio García no playoff.

## Jogo de desempate
O playoff foi o primeiro do The Players a utilizar o formato de agregação de três buracos, que começou no buraco 16. Após os três buracos, Fowler e Kisner foram empatados, e García foi eliminado. No desempate de "morte súbita" entre Fowler e Kisner se utilizou os mesmos três buracos, mas a "morte súbita" começou no buraco 17, onde, no domingo, ambos os jogadores haviam feito duas vezes o birdie. Fowler novamente faz o birdie (seu quinto no número 17 durante a semana) e fica com o título do Players Championship.
| Local | Golfista      | País           | Resultado (Três buracos) | Resultado (Morte-súbita) | Par | Prêmio ($) |
| ----- | ------------- | -------------- | ------------------------ | ------------------------ | --- | ---------- |
| 1     | Rickie Fowler | Estados Unidos | 5-2-4=11                 | 2                        | −2  | 1 800 000  |
| T2    | Kevin Kisner  | Estados Unidos | 5-2-4=11                 | 3                        | −1  | 880 000    |
| T2    | Sergio García | Espanha        | 5-3-5=13                 |                          | +1  | 880 000    |

##### Quadro de resultados
| Buraco | 16 | 17 | 18 | 17 |
| ------ | -- | -- | -- | -- |
| Par    | 5  | 3  | 4  | 3  |
| Fowler | E  | −1 | −1 | −2 |
| Kisner | E  | −1 | −1 | −1 |
| García | E  | E  | +1 |    |

Pontuação cumulativa dos playoffs, em relação ao par

Fonte: